# Кутипов, Зиннат Кутипович
Зинна́т Кути́п (баш. Зиннәт Ҡотип, при рождении — Зинна́т Кути́пович Кути́пов, баш. Зиннәт Ҡотип улы Ҡотипов; 1918—1944) — башкирский советский поэт, член Союза писателей Башкирской АССР. Участник Великой Отечественной войны.

## Биография
Родился в 1918 году в деревне Ариево Златоустовского уезда Уфимской губернии (ныне Дуванский район Республики Башкортостан). В 1935 году окончил Месягутовский педагогический техникум, а в 1939-м — Башкирский государственный педагогический институт имени К. А. Тимирязева. После этого работал учителем истории в Давлекановском педагогическом училище.
Впервые произведения Кутипа увидели свет во второй половине 1930-х гг. Стихи публиковались в газетах «Йәш төҙөүсе» («Молодой строитель»), «Ленинсы» («Ленинец»), в журналах «Үктәбер» («Октябрь») и «Беренсе йыр» («Первая песня»). В 1939 году Башкирское государственное издательство выпустило его сборник для детей «Шиғырҙар» («Стихи»), в который вошли произведения о борьбе испанского народа против фашизма.
С началом Великой Отечественной войны Кутип был отправлен на фронт. 6 июля 1944 года он погиб при освобождении Беларуси от фашистов.

## Изданные книги
- Зиннәт Ҡотип. Һуғыш үтте, һуғыш ҡалды. — Өфө, 2000.

## Память
В 2015 году в Национальной библиотеке имени Ахмет-Заки Валиди в Уфе со студентами I курса Башкирского государственного университета прошёл открытый урок под названием «Ваша доблесть — навеки в наших сердцах», посвящённый башкирским писателям-фронтовикам. Студентами были подготовлены доклады о жизни и творчестве многих поэтов Башкортостана, погибших во время Великой Отечественной войны: Гали Ахмати, Зуфара Мансурова, Хурмата Хайри, Ахмета Шакири, Нура Исмагилова и др. Особое место было отведено и творчеству Зинната Кутипа.